# Hot and Sweet
Hot and Sweet es un álbum de estudio del músico estadounidense Mighty Sparrow. Fue publicado en mayo de 1974 a través del sello Warner Bros. Records.

## Grabación y contenido
Producido por Andrew Wickham y Van Dyke Parks, Hot and Sweet se grabó en los estudios Criteria, en Miami, Florida. Howard “Howie” Albert se desempeñó como ingeniero de audio, siendo asistido por su hermano menor Ron y Steve Klein. El álbum contenía un total de 10 canciones–las cuales fueron escritas en su totalidad por el propio Sparrow.

## Composición
Musicalmente, Hot and Sweet ha sido descrito como “una colección de himnos de calipso” por el autor Richard Henderson en su libro de 2010, Van Dyke Parks' Song Cycle.

## Recepción de la crítica
Un escritor no especificado de la revista Cash Box declaró: “Este LP brilla por una variedad de razones, pero ninguna es más evidente que los arreglos capaces y la dinámica que impregnan cada pista”.
En una reseña en retrospectiva para AllMusic, James Steiner declaró: “El incontenible Sparrow canta 10 de sus canciones clásicas con su estilo típico, pero son los toques de producción excéntricos pero invariablemente comprensivos de Parks los que hacen que este álbum sea verdaderamente único”.

## Lista de canciones
Todas las canciones escritas y compuestas por Slinger Francisco.
Lado uno
1. «Sparrow Dead» – 4:07
2. «Chinese Love Affair» – 2:38
3. «Jane» – 3:31
4. «Maria» – 3:13
5. «More Cock» – 4:09

Lado dos
1. «Mr. Walker» – 3:58
2. «Hello People» – 2:48
3. «English Diplomacy» – 3:08
4. «Who She Go Cry For» – 4:15
5. «Memories» – 6:42

## Créditos y personal
Créditos adaptados desde las notas de álbum de Hot and Sweet.
Músicos
- The Mighty Sparrow – voces
- Earl Rodney – arreglos, piano, bajo eléctrico
- Freddie Harris – guitarra
- Bert Wharwood – guitarra
- Neville Simpson – trompeta
- Benedict Gomez – trompeta
- Noel Gili – trombón
- Dennis Wilkinson – saxofón tenor
- James Smartt – saxofón tenor
- Aldric Prince – saxofón alto
- Jude Bethel – saxofón alto
- Esmond Byam – batería
- Kelvin Cook – conga, tumba
- Carlton “Sarge” Joseph – percusión
- Malcom Wilson – percusión
- Tony Ricardo – timbales
- Angela Johnson – coros
- Ed Johnson – coros
- Rod “Guba” George – coros
- Chester Marong – coros
- Asquith Clarke, J.P. – concertino, teclados

Personal técnico
- Andrew Wickham – productor
- Van Dyke Parks – productor
- Henry De Freitas – productor ejecutivo
- Howard “Howie” Albert – ingeniero de audio
- Ron Albert – ingeniero asistente
- Steve Klein – ingeniero asistente
- Dave Hassinger – mezclas
- Dean Torrance – ilustración
- Bob Panuska – fotografía